# Ritratto di un conte Tassi
Il Ritratto di un conte Tassi  conosciuto anche come Ritratto del conte Flaminio Tassi è un dipinto a olio su tela di Vittore Ghislandi detto Fra Galgario, realizzato nel 1725 circa e conservato nella pinacoteca di Brera di Milano. Il ritratto potrebbe raffigurare un antenato dello storico dell'arte Francesco Tassi.

## Storia
Vittore Ghislandi, conosciuto come Fra Galgario, per aver trascorso molti anni da frate laico, nel Convento del Galgario dove morì nel 1743, per la sua intensa attività di ritrattista è considerato uno dei più importanti e decisivi ritrattisti che ha dato testimonianza di quella che era la nobiltà e l'aristocrazia del Settecento bergamasco. La stesura pacata del colore lo darebbero eseguito intorno alla metà del secondo decennio del Settecento, e, anche se non è dato conoscere chi sia il personaggio raffigurato, secondo la critica Maria Cristina Gozzoli potrebbe identificarsi nel ritratto un personaggio indicato come antenato dal Tassi nel 1793 in una breve annotazione. Questa breve annotazione non da conferma del personaggio.

L'opera era presente nel 1793 nel palazzo Tasso di Bergamo collezione Costanza Cerioli Busecchi Tassis venendo poi acquistata da Antonio Piccinelli nel 1859 e per eredità a Giovanni e Ercole Piccinelli, venendo alienata nel 1918 alla pinacoteca milanese. Il dipinto era conosciuto come “Parruccone”, e che raffigurasse un membro dell'antica famiglia Tassis, forse per questo collegato al conte Flaminio, grazie alla nota presente nell'elenco delle opere di Vittorio Ghirlardi che lo storico Francesco Tassi aveva conosciuto e di pubblicazione postuma: 
(Francesco Tassi)
L'indicazione dovrebbe quindi portare a un personaggio presente nel palazzo storico di via Pignolo ma non necessariamente il nonno dello storico, forse l'annotazione non fa neppure riferimento a questo dipinto.

## Descrizione
Il dipinto raffigura inserito in un ovale un personaggio a mezza figura leggermente girato a destra ma con il volto frontale. Particolarmente ricco nell'abbigliamento e nella parrucca, e dal volto molto giovane. Indossa una marsina nera riccamente bordata da un ricamo bianco che si ripete nel bordo delle maniche, e nei grandi bottoni. Indossa una sotto-marsina nera bordata d'oro e una camicia e cravatta bianca.Il personaggio porta uno spadino sul lato destro di cui si intravede il pomo, mentre la mano sinistra è appoggiata sull'impugnatura di un bastone da passeggio. Probabilmente ha la testa rasa e indossa una parrucca del tipo “a nodi”.
La stesura pacata del colore porterebbe a considerare un'opera precedente il 1915, anche se sia la pennellata larga che lo sguardo del giovane che pare essere abbastanza baldanzoso riporterebbero al Ritratto di Giovanni Secco Suardo eseguito nella terza decina del XVIII secolo.